# Cecil D. Andrus
Cecil Dale Andrus, född 25 augusti 1931 i Hood River, Oregon, död 24 augusti 2017 i Boise, Idaho, var en amerikansk demokratisk politiker. Han var guvernör i Idaho 1971–1977 och 1987–1995 samt USA:s inrikesminister 1977–1981.
Andrus studerade 1952 vid Oregon State University och var ledamot av delstaten Idahos senat 1961-1966 samt 1968–1971. År 1971 efterträdde Andrus Don Samuelson som guvernör och efterträddes 1977 av John V. Evans. USA:s senat godkände i januari 1977 enhälligt utnämningen av Andrus till inrikesminister. Han tjänstgjorde i det ämbetet fram till slutet av Jimmy Carters mandatperiod som president. År 1987 tillträdde Andrus på nytt som Idahos guvernör och efterträddes 1995 av Phil Batt.